# Khider Kosari
Khider Mohammad Rasheed, mieux connu sous le nom de Khider Kosari ( kurde : خدر کۆساری ; 1969-1993) était un rebelle et poète islamo-nationaliste kurde.

## Biographie
Kosari est né en 1969 à Ranya , dans la région du Kurdistan et n'était ni nationaliste ni religieux au cours de son éducation, mais pendant la guerre Iran-Irak, il a été recruté par la faction d'Ali Bapir du Mouvement islamique du Kurdistan, affiliée aux moudjahidines kurdes, pour lutter contre Saddam Hussein, et il est devenu un nationaliste kurde et un musulman radical, où il est devenu plus tard connu comme leur poète. Il s'est marié en 1986 et a eu une fille et un fils. Fin 1987, il a écrit son premier poème intitulé « Nigari Khudan », et il a utilisé la poésie pour recruter des gens. Il a joué un rôle majeur dans les soulèvements irakiens de 1991 et il a lu ses poèmes depuis le haut-parleur de la Grande Mosquée de Ranya.
Le 27 décembre 1993, deux ans après les soulèvements irakiens de 1991, Kosari a été assassiné par l' UPK après la répression des dirigeants du Mouvement islamique du Kurdistan . Kosari et deux amis, dont Wahid Bapir, le frère d' Ali Bapir , ont fui vers un village voisin dans les montagnes. Après une journée passée à se cacher dans la maison d'un villageois, Wahid et Kosari ont choisi de partir. Peu de temps après avoir quitté le village, Kosari a changé d'avis et est revenu seul. Alors que les Peshmerga de l'UPK pénétraient dans la maison où il se cachait lors d'un raid, il a tenté de s'échapper, mais a été abattu. Les soldats peshmergas de l'UPK l'ont trouvé ensanglanté au sol mais toujours vivant, ils ont tiré un coup fatal et sont partis, mais Kosari a quand même survécu. Après avoir entendu parler du raid, Wahid Bapir est revenu le voir. Sur son lit de mort, Kosari a supplié Wahid : « Apportez la flûte à bec, il me reste encore des poèmes dans ma poitrine. Le lendemain, le villageois qui a aidé à cacher Kosari a chargé son cadavre dans un tracteur pour le rendre à sa famille à Ranya . Sa famille l'a enterré le même jour, dans les montagnes, où ils ont organisé des funérailles islamiques pour lui.